# Düsseldorf Baskets
Die Giants Düsseldorf sind ein Basketballverein aus Düsseldorf. Der Verein entstand 2011 aus dem BBC Oberkassel als Unterbau der gleichnamigen Profimannschaft, die in der Düsseldorf Basketball GmbH organisiert war. Von 2011 bis zur Insolvenz und Auflösung der GmbH im Jahr 2013 trat die Profimannschaft unter dem Namen Düsseldorf Baskets an. Seit 2016 tritt man mit der Basketballabteilung des Allgemeiner Rather Turnvereins in einer Spielgemeinschaft an. Der SG ART Giants Düsseldorf gelang 2018 der Aufstieg in die drittklassige ProB.

## Geschichte

### 2008 bis 2011: Gründung als Giants Düsseldorf
Als Giants Düsseldorf zur Saison 2008/09 gegründet, wurde die Basketball-Bundesligalizenz der Bayer Giants Leverkusen übernommen.
Da der Hauptsponsor der Leverkusener Mannschaft, Bayer, sein Engagement erheblich reduziert hatte, beschloss die Leitung, nachdem keine Finanzierungsalternativen in Leverkusen gefunden werden konnten, eine Übertragung der Bundesligalizenz nach Düsseldorf, um so trotzdem den Weiterbestand von Bundesliga-Basketball in der Region zu garantieren. Ein Großteil der Mannschaft und Trainer Achim Kuczmann folgten der neuen GmbH und spielten fortan in Düsseldorf. Die darauffolgende Düsseldorf Giants GmbH musste nach der Saison 2009/2010 – genauer am 5. Mai 2010 – Insolvenz anmelden. In Düsseldorf fungierte seit Juli 2010 die Düsseldorf Basketball GmbH als wirtschaftliche Trägergesellschaft der Mannschaft. Nach dem Umzug bestand weiterhin die Basketball-Abteilung des TSV Bayer 04 Leverkusen mit dem ProA-Team Bayer Giants Leverkusen. Das Unternehmen Gloria Hotels & Resorts, Teil der Özaltin Holding, wurde Hauptsponsor der Düsseldorf Giants, die sich ab der Saison 2010/11 „Gloria Giants“ nannten.

### 2011 bis 2013: Zweitklassigkeit, Düsseldorf Baskets, Insolvenz
Nach dem Abstieg 2010/2011 spielten die Giants ab der Saison 2011/12 in der zweitklassigen ProA. Gleichzeitig schaffte man mit der Umbenennung des BBC Oberkassel in Giants Düsseldorf e. V. einen Unterbau, in dem Jugendarbeit und Breitensport organisiert werden sollten. Trotz des Abstiegs verlängerte die Gloria Hotels & Resorts ihr Sponsoring. Headcoach Murat Didin sollte die sofortige Rückkehr in die Basketball-Bundesliga zu schaffen. Die direkte sportliche Rückkehr gelang jedoch nicht. In den Playoffs scheiterte die  Mannschaft im Halbfinale an den Kirchheim Knights und verpasste somit den Aufstieg. Auch bei dem Versuch, die Rückkehr in die 1. Liga per Wildcard zu sichern, scheiterten die Giants. Die Wildcard wurde von Seiten der Liga und der anderen Vereine an die LTi Gießen 46ers vergeben. Zudem wurde bekannt, dass es im Laufe der Spielzeit Probleme mit der Zahlungsfähigkeit gegeben hat. Zunächst erhielten die Giants daher auch keine Lizenz für die ProA oder ProB 2012/2013. Nach einem Rechtsstreit zwischen den Giants und der Ligaführung erhielten die Giants schließlich doch unter strengen Auflagen die Lizenz für den Spielbetrieb in der ProA für die Saison 2012/2013. Der vorherige Namenssponsor Gloria Hotels & Resorts stieg jedoch aus seinem Sponsoring aus und wurde somit wieder aus dem Mannschaftsnamen gestrichen.
Kurz darauf gab das Team bekannt, zur Saison 2012/2013 den Namensanhang Giants abzulegen und ab sofort als Düsseldorf Baskets den Spielbetrieb zu bestreiten. Das Logo wurde daraufhin entsprechend angepasst. Sportlich konnte die Saison 2012/2013 erfolgreich gestaltet werden. Die Mannschaft zog ins Finale um die Meisterschaft der ProA ein und sicherte sich damit das sportliche Aufstiegsrecht in die Basketball-Bundesliga. Jedoch wurde den Baskets die Lizenz für die höchste Spielklasse verweigert, da die wirtschaftliche Sicherheit nicht zur Genüge nachgewiesen werden konnte. Gegen diese Entscheidung legte Düsseldorf Widerspruch ein, dieser wurde aber vom zuständigen Lizenzausschuss der Basketball-Bundesliga abgewiesen. Daraufhin legten die Baskets Einspruch beim zuständigen Schiedsgericht der Basketball-Bundesliga ein. Während der mündlichen Verhandlung vor dem Schiedsgericht am 21. Juni 2013 zog Düsseldorf den Einspruch gegen die Entscheidung der Basketball-Bundesliga aber zurück. Bei dem Verfahren wurde bekannt, dass die Düsseldorf Baskets im Jahr 2012 Schulden in Höhe von 108.000 € hatten und diese am 15. März 2013 noch nicht vollständig zurückgezahlt waren.
Am 20. August 2013 wurde den Düsseldorf Baskets auch die Lizenz für die ProA entzogen. Der Verein soll gegen Lizenzauflagen verstoßen haben, außerdem wurde nachträglich bekannt, dass die Voraussetzungen für die Erteilung der Lizenz nicht vorlagen. Damit standen die Düsseldorf Baskets als erster Absteiger der Saison 2013/14 in der ProA fest, nachdem der Verein den Lizenzentzug akzeptierte. Im März 2014 meldeten die Düsseldorf Baskets Insolvenz an und verzichteten auch auf die Beantragung einer Lizenz für die ProB-Saison 2014/15.

### Seit 2013: Regionalliga als Giants und Spielgemeinschaft mit ART Düsseldorf
In den folgenden Jahren nahm nur noch der Stammverein der aufgelösten GmbH, die Giants Düsseldorf, am Spielbetrieb der viertklassigen Regionalliga West teil. Nach dem Aufstieg des ART Düsseldorf zur Saison 2015/16 in die Regionalliga West spielten zwei Düsseldorfer Vereine in der vierthöchsten Liga. Aus diesem Grund entschied man sich nach Saisonende, mit der SG ART Giants Düsseldorf  eine Spielgemeinschaft zu gründen und die Basketballbemühungen in der Stadt zu bündeln. Die SG ART Giants Düsseldorf gewann in der Saison 2018/19 die Meisterschaft in der 1. Regionalliga und schaffte den damit verbundenen Aufstieg in die ProB.

## Sportliche Bilanz
| \| \| Hauptrunde \| Hauptrunde \| Hauptrunde \| Hauptrunde \| Hauptrunde \| Hauptrunde \| Postseason \| Postseason \| Postseason \| Postseason \| \| Saison \| Platz \| Sp \| S \| N \| Punkte \| Trainer \| Sp \| S \| N \| Play-off-Runde \| \| ------------ \| ---------- \| ---------- \| ---------- \| ---------- \| ---------- \| ------------------------- \| ---------- \| ---------- \| ---------- \| -------------- \| \| BBL 2008/09 \| 12. \| 34 \| 14 \| 20 \| 28–40 \| Achim Kuczmann \| - \| - \| - \| - \| \| BBL 2009/10 \| 17. \| 34 \| 8 \| 26 \| 42 \| Achim Kuczmann Hansi Gnad \| - \| - \| - \| - \| \| BBL 2010/11 \| 18. \| 34 \| 7 \| 27 \| 41 \| Murat Didin \| - \| - \| - \| - \| \| ProA 2011/12 \| 6. \| 28 \| 15 \| 13 \| 30 \| Murat Didin \| 7 \| 3 \| 4 \| Halbfinale \| \| ProA 2012/13 \| 3. \| 30 \| 20 \| 10 \| 40 \| Murat Didin \| 10 \| 6 \| 4 \| Finale \| | Klassenerhalt durch „Wild Card“ Abstieg sportlicher Aufstieg/Lizenzentzug |            |            |            |            |                           |            |            |            |                |
| | Hauptrunde                                                                | Hauptrunde | Hauptrunde | Hauptrunde | Hauptrunde | Hauptrunde                | Postseason | Postseason | Postseason | Postseason     |
| Saison | Platz                                                                     | Sp         | S          | N          | Punkte     | Trainer                   | Sp         | S          | N          | Play-off-Runde |
| BBL 2008/09 | 12.                                                                       | 34         | 14         | 20         | 28–40      | Achim Kuczmann            | -          | -          | -          | -              |
| BBL 2009/10 | 17.                                                                       | 34         | 8          | 26         | 42         | Achim Kuczmann Hansi Gnad | -          | -          | -          | -              |
| BBL 2010/11 | 18.                                                                       | 34         | 7          | 27         | 41         | Murat Didin               | -          | -          | -          | -              |
| ProA 2011/12 | 6.                                                                        | 28         | 15         | 13         | 30         | Murat Didin               | 7          | 3          | 4          | Halbfinale     |
| ProA 2012/13 | 3.                                                                        | 30         | 20         | 10         | 40         | Murat Didin               | 10         | 6          | 4          | Finale         |